# Cycloptiloides pakchong
Cycloptiloides pakchong är en insektsart som beskrevs av Sigfrid Ingrisch 2006. Cycloptiloides pakchong ingår i släktet Cycloptiloides och familjen Mogoplistidae. Inga underarter finns listade i Catalogue of Life.